# Irene Nuño
Irene Nuño (Catalunya, segle XX) és una jugadora de tennis de taula catalana.
Competí amb el Tívoli Ping Pong Club, el Club de 7 a 9 i el Club Mayda. Es proclamà campiona d'Espanya de dobles el 1962, fent parella amb Anna Maria Navarro, i també aconseguí el campionat d'Espanya de clubs amb el Club de 7 a 9. A nivell provincial, guanyà dos campionat de Barcelona de dobles (1966, 1967), també amb Anna Maria Navarro.